# خديعة التطور (كتاب)
خديعة التطور كتاب من تأليف هارون يحيى سنة 1999، وأبرز ما جاء في الكتاب أن نظرية التطور تقدم الخرافة المتمثلة في أن المادية فكرة علمية، وأن ذلك الأساس فاسد، ذلك أن الاكتشافات العلمية الحديثة حسب رأي الكاتب تكشف يوما بعد يوم بأن الاعتقاد الشائع الذي يربط الداروينية بالعلم هو اعتقاد زائف، وأن الادلة العلمية تدحض الداروينية تماما، وشرح في هذا الكتاب رأيه مستخدمًا الأدلة العلمية بأن أصل وجود الإنسان ليس التطور، ومنذ نشره للمرة الأولى في تركيا ثم في بلدان عديدة أخرى قرأ الكثير من الناس هذا الكتاب، وبالإضافة لللغة التركية فقد طبع إلى الإنجليزية والإيطالية والإسبانية والروسية والعربية وغيرها، وأتاحه للجميع مجانًا.

## تأثير الكتاب
لقد اعترف بتأثير كتاب خديعة التطور قادة من مؤيدي التطور، فنشر مقال في مجلة العالم الجديد نيو ساينتست بعنوان إحراق داروين، لقد سجلت هذه المجلة أن هارون يحيى هو بطل عالمي معربة عن قلقها من أن كتبه قد انتشرت في كل مكان في العالم الإسلامي، أما مجلة العلم الأمريكية المشهورة فقد أكدت تأثير ورفعة مستوى كتب هارون يحيى وأنه في تركيا أصبحت كتب رفيعة المستوى مثل خديعة التطور أكثر تأثيرا من كتب التطور في مناطق معينة من البلاد، واعتبرت المجلة أنها إحدى أقوى الحركات العالمية المعارضة للتطور خارج أمريكا الشمالية، ورعم أن هذه المجلات مؤيدة للتطور تسجل تأثير كتاب خدعة التطور، فإنها لم تقدم أي إجابات علمية للرد على البراهين الواردة به.

## وصلات خارجية
- www.evolutiondeceit.com موقع تحميل كتاب خديعة التطور بعدة لغات